# Sławomir Rawicz
Pour les articles homonymes, voir Rawicz (homonymie).
Sławomir Rawicz, né le 1er septembre 1915 à Pinsk (alors en Russie, avant d'être en territoire polonais entre les deux guerres mondiales et désormais en Biélorussie) et mort à Nottingham (Royaume-Uni) le 5 avril 2004, est officier de la cavalerie polonaise pendant la Seconde Guerre mondiale.
Il est le signataire d'un ouvrage unique publié en 1956, À marche forcée (titre originel en anglais : The Long Walk), présenté comme étant le récit de son évasion d'un camp du goulag. Le livre se vend à plus de 500 000 exemplaires et il est traduit dans vingt-cinq langues. Il est porté à l'écran par Peter Weir sous le titre The Way Back (Les Chemins de la liberté pour la version française) en 2010.
Selon ce récit, Sławomir Rawicz est capturé par les Soviétiques lors du partage de la Pologne en 1939 puis déporté dans un camp du goulag en Sibérie, après avoir passé de longs mois à la Loubianka. Il ne tarde pas à organiser une évasion avec six autres détenus. La suite est une expédition de survie depuis le camp du Goulag jusqu'à l'Inde, en traversant une partie de la Sibérie jusqu'aux rives du lac Baïkal, puis la Bouriatie, la Mongolie, le désert de Gobi, le Tibet et l'Himalaya.
Dès sa parution en 1956, des critiques, notamment celles de l'explorateur Peter Fleming et du tibétologue Hugh Richardson, viennent remettre en question l'authenticité du récit, criant au faux voire à l'imposture littéraire,.
En 2006, des journalistes de la BBC établirent que Rawicz n'avait pas pu accomplir l'expédition car un document de sa propre main indiquait qu'il était sorti du goulag en 1942. D'après son dossier militaire, il rejoignit alors l'armée polonaise en Russie du général Anders.
Rawicz se serait inspiré en fait du récit d'un compatriote nommé Witold Gliński, qu'il aurait trouvé pendant la guerre dans des documents de l'ambassade de Pologne à Londres.

## Résumé du livreÀ marche forcée
Sławomir et ses six compagnons se sont évadés avec l'aide de la femme du chef du camp 303. Elle a donné des idées à Rawicz pour l'évasion, lui a procuré un fer de hache et aussi des sacs pour l'ensemble de ses compagnons d'évasion. La petite troupe réunit trois Polonais (Rawicz lui-même, Sigmund Makowski, un officier des forces de frontière, Anton Paluchowicz, un sergent de cavalerie), deux Lituaniens (Zacharius Marchinkovas, un architecte, Anastazi Kolemenos, un propriétaire terrien), un Yougoslave (Eugène Zaro, un employé de bureau) et un Américain (Smith, ingénieur, qui refusa de divulguer son prénom). Rawicz est le plus jeune. Ils ne tardent pas dès les premiers jours de leur fuite à rencontrer une jeune Polonaise de dix-sept ans, Krystina, qui vient de fuir le kolkhoze où elle était employée. Sur sa supplication, ils décident de l'intégrer à leur groupe, le meilleur gage en étant qu'elle apporte du bien-être à « l'expédition ». Ils la considèrent alors comme un porte-bonheur.
Après avoir rejoint la rive orientale du lac Baïkal, ils traversent le reste de la Bouriatie en longeant le lac pour parvenir à la frontière mongole qu'ils passent sans encombre, l'Américain en tête, offrant en « cadeau » des pommes de terre dérobées aux Russes.
La deuxième partie de l'ouvrage est la plus émouvante mais aussi la plus ouverte à la critique car elle comporte nombre de trous, d'inexactitudes et d'erreurs, sur lesquels Rawicz ne fournira pas de réponse, refusant de se défendre face aux attaques de ses détracteurs. Les fugitifs abordent le désert de Gobi, où deux d'entre eux meurent, dont la jeune Polonaise. Affaiblis, ils atteignent le Tibet. En permanence affamés, ils ne se déplacent que le jour car incapables de se repérer aux étoiles. Ils sont tributaires de la généreuse hospitalité des Tibétains. L'un des membres du groupe meurt une nuit avant d'affronter le dernier obstacle, le rempart de l'Ouest de l'Himalaya. Ils réussissent à le franchir mais en perdant de nouveau un compagnon. Les quatre survivants seront secourus par une patrouille indienne.
Pour écrire son récit, Rawicz s'est fait aider par un nègre, un journaliste du nom de Ronald Downing,, auquel il exprime sa gratitude au début du livre. Il aurait insisté auprès de lui pour que toute son expression apparaisse et s'impose devant d'éventuels développements littéraires qu'aurait pu ajouter le journaliste. Mais rien, pourtant, ne permet de dire que ce dernier n'ait pas pris de liberté avec le récit. Cette mise en garde sera sans cesse mise en exergue dans les critiques sur l'ouvrage mais aussi dans l'introduction du livre.

## Critiques dès parution
À marche forcée fait figure de précurseur dans les témoignages d'évasion du goulag. Toutefois, dès sa parution, des critiques, notamment celles de l'explorateur Peter Fleming en 1956 et du tibétologue Hugh Richardson en 1957, sont venues remettre en question son authenticité, criant au faux voire à l'imposture littéraire.
Dans une critique qu'il fit pour le Himalayan Journal, Hugh Richardson, ancien diplomate britannique en poste à Lhassa, fait état de plusieurs douzaines d'erreurs et se demande si le récit n'est pas une reconstitution confuse et vague d'événements ayant vraiment existé ou s'il ne relève pas de l'imagination pure et simple,.
Peter Fleming conclut que l'ensemble du livre raconte « des sornettes » (moonshine) en se basant sur un certain nombre de constatations.
- Aucun des autres survivants en dehors de Rawicz ne s'est manifesté après la parution du livre[14].
- Il en va de même des médecins et infirmiers qui sont censés l'avoir soigné à Calcutta en Inde, et du responsable du renseignement britannique dans ce même pays[15].
- Il n'est pas possible d'arriver au Tibet depuis la Mongolie-Extérieure sans traverser à un endroit ou un autre la grand-route Lanzhou-Ouroumtsi avec ses poteaux télégraphiques. Rawicz n'a rien vu de tel[16].
- Pour gagner le plateau tibétain, il faut franchir une barrière montagneuse de 20 000 pieds (6 000 m). Rawicz n'en parle pas[17].
- Interrogé lors d'une émission radiophonique intitulée The Travellers, Rawicz déclara ne pas savoir que la farine d'orge, la tsampa, était l'aliment de base au Tibet (un peu comme un voyageur qui aurait traversé les îles britanniques de John o' Groats à Land's End sans s’apercevoir que les Britanniques buvaient du thé)[18].

## Critiques de Patrick Symmes en 2003
Plus récemment (2003), l'écrivain Patrick Symmes relève certaines situations irréalistes :
- L'oasis de palmiers au milieu des dunes qu'ils auraient rencontrée dans le désert de Gobi semble des plus improbables ;
- Rawicz dit avoir survécu douze jours sans boire dans le désert de Gobi[19] ;
- Il mentionne, au cours de sa traversée de l'Himalaya, la rencontre de deux créatures qu'il décrit en donnant à entendre qu'il pourrait s'agir des « abominables hommes des neiges »[20] ;
- Lui et ses compagnons traversent affamés, décharnés, une partie de ce même Himalaya, sans équipement et en plein hiver ;
- Les Mongols décrits par Rawicz ne montent pas à cheval, ils marchent ; ils portent un chapeau conique et remontent les méandres des rivières en poussant leurs embarcations avec une perche, on se croirait plutôt au Viêt Nam[21].

Contactés par Patrick Symmes, les éditeurs, britanniques comme américains, de Rawicz lui ont déclaré ne pas croire que chaque page mérite le qualificatif d'« histoire vraie » qu'affiche la couverture du livre. Le fait est que Rawicz a toujours refusé non seulement de donner les coordonnées des autres survivants de l'expédition mais aussi de livrer pièces, photographies, noms des témoins.

## Remise en cause par des journalistes de la BBC en 2006
Des journalistes de la BBC ont établi, en 2006, que Rawicz n'avait pas pu accomplir l'expédition car il était sorti du goulag en 1942 (récit de la main de Rawicz décrivant sa libération du goulag en 1942 dans le cadre d'une amnistie générale des soldats polonais, corroboré par une lettre d'amnistie et la permission de rejoindre l'armée polonaise en Russie). Le dossier militaire de Rawicz indique qu'il rejoignit alors l'armée polonaise en Russie du général Anders. Au vu de ces documents, il est quasiment impossible de croire que Rawicz se soit évadé, à moins d'une erreur d’identité mais le nom, le lieu et la date coïncident. Il apparaît en outre que Rawicz avait été envoyé au goulag pour avoir tué un officier du NKVD, la police secrète soviétique.

## Un récit «emprunté» à Witold Gliński (2009)?
Rawicz se serait inspiré en fait du récit d'un compatriote nommé Witold Gliński, qu'il aurait trouvé pendant la guerre dans des documents de l'ambassade de Pologne à Londres. Bien que conscient du fait qu'on lui avait volé son récit, Gliński n'aurait jamais protesté car il voulait oublier la guerre et refaire sa vie. C'est en 2009 que Witold Gliński se manifesta,.
La véracité du récit de Gliński a toutefois été mise en doute par un autre Britannique d'origine polonaise, Leszek Glinieci. Jeune garçon pendant la Seconde Guerre mondiale, Glinieci avait été exilé dans la province d'Arkhangelsk en Russie septentrionale, où il avait fréquenté une école spéciale en compagnie de Gliński, et ce jusqu'en septembre 1941, soit sept mois après la prétendue évasion du Goulag. Glinieci a mis le doigt sur d'autres incohérences présentes dans le récit de Gliński. De son côté, le journaliste de Radio BBC Hugh Levinson, qui a examiné The Long Walk sous toutes les coutures, devait déclarer en 2010 : « Se peut-il que Gliński soit le véritable héros de l'histoire et que Rawicz lui ait volé son histoire ? C'est possible, mais nous n'avons trouvé aucun élément permettant de corroborer le récit haut en couleur de l'évasion et de l'expédition de Gliński. »

## «Reconstitutions»
En 2003, l'aventurier Sylvain Tesson a reproduit le prétendu périple de Rawicz pour son livre L'Axe du loup (Lafont, 2004).
Un autre aventurier, Cyril Delafosse-Guiramand, a refait l'itinéraire, en utilisant deux récits : celui de Rawicz et celui de Joseph Martin Bauer, Aussi loin que mes pas me portent. Parti de Magadan en Russie en 2006, il atteignit Vientiane au Laos en 2007. Les propos de Rawicz, selon lui, cristallisent l'importance du sujet et le manque de communication sur le thème des goulags.

### Éditions françaises du livre
- À marche forcée : The long walk, éd. A. Michel, 1957, 314 p., traduit de l'anglais par Guy Le Clec'h (réédition en 1966).
- À marche forcée (À pied du Cercle polaire à l'Himalaya / 1941-1942) , éd. Phébus, 2002, 299 p., traduit de l'anglais par Éric Chédaille ;  (ISBN 2-85940-830-4)
- Éditions « J'ai lu leur aventure », n° A13/14.